# Załucze (gmina)
Załucze – dawna gmina wiejska w powiecie śniatyńskim województwa stanisławowskiego II Rzeczypospolitej. Siedzibą gminy było Załucze.

## Historia
Gminę utworzono 1 sierpnia 1934 r. w ramach reformy na podstawie ustawy scaleniowej z dotychczasowych gmin wiejskich: Drahasymów, Kniaże, Załucze i Zawale.
Pod koniec 1938 wójtem gminy był Aleksander Worobec.
Po II wojnie światowej obszar gminy znalazł się w ZSRR.